# Трингия
Трингия (греч. Τριγγία) — гора в Греции, одна из гор Южного Пинда. Расположена к северу от горы Авго (2146 м), к северо-востоку от горы Какардица (2429 м) и к юго-востоку от горы Перистери (2294 м), на территории периферийной единицы Трикала в периферии Фессалия. Высота 2204 м над уровнем моря.